# Destiny Road
Destiny Road är en svensk musikgrupp som bildades i Helsingborg år 2009. De släppte sitt debutalbum redan samma år The Road of No Return som tryckt cd-skiva samt online via distributören Record Union. Musikgruppen bildades av sångaren Alexander Bulér tillsammans med Håkan Müller som samarbetat i några år som låtskrivare i projekt under olika namn. 2009 hade de sitt första liveframträdande på nattklubben The Tivoli. I slutet av 2010 fick trummisen Mario Wenzel. tidigare verksam i gruppen Purple Kangaroo, upp ögonen för Destiny Road och kontaktade gruppen. Han introducerade nya musiker vilket gjorde att Destiny Road för första gången blev en komplett musikgrupp.
Destiny Road är verksamma med spelningar i bland annat Helsingborg, Kalmar, Stockholm och Berlin.

## Medlemmar
- Alexander Bulér (Sång)
- Jens Poitschke (Bas)
- Sebastian Mücke (Klaviatur)
- Robin Andersson (Gitarr)
- Mario Wenzel (Trummor)